# Линия 7 (Метрополитен Мехико)
Линия 7 — седьмая линия метрополитена Мехико (Мексика).
Линия открыта в 1984 и 1985 годах, она является самой глубокой в городе. Максимальная глубина заложения составляет 36 метров ниже уровня улицы. На линии 14 станций, её протяжённость составляет 18 километров. Географически линия ориентирована с севера на юг.

## Станции
- El Rosario
- Aquiles Serdán
- Camarones
- Refinería
- Tacuba
- San Joaquín
- Polanco
- Auditorio
- Constituyentes
- Tacubaya
- San Pedro de los Pinos
- San Antonio
- Mixcoac
- Barranca del Muerto